# Raión de Psebai
El raión de Psebai (del ruso: Псебайский район) fue una división administrativa del krai de Krasnodar de la República Socialista Federativa de Rusia en la Unión de Repúblicas Socialistas Soviéticas que existió entre 1944 y 1962. Su centro administrativo era Psebai. En 1959 contaba con 61 725 habitantes.

## Historia
El raión fue establecido el 7 de diciembre de 1944 separando territorio del raión de Mostovskói. Inicialmente estaba compuesto por nueve selsoviets: Aziatski, Andriukovski, Bágovski, Bugunzhinski, Psebaiski, Psemenovski, Solioni, Chernorechenski y Shedokski. El 22 de agosto de 1953 se le anexionaron tres selsoviets más del disuelto raión de Mostovskói: Barakayevski, Beslenéyevski y Gúbski. El 23 de junio de 1955 se le añadieron cuatro selsoviets separados del raión de Yaroslávskaya: Benokovski, Mostovski, Perepravnenski y Jamketinski. El selsoviet Kurdzhinovski fue transferido al raión de Urup de la república de Karacháyevo-Cherkesia el 23 de febrero de 1960.
El 28 de abril de 1962 el distrito fue disuelto y su territorio agregado al del raión de Labinsk.